# فابيو أوريليو
فابيو أوريليو رودريغيز (بالبرتغالية: Fábio Rodrigues Aurélio‏)، من مواليد 24 سبتمبر 1979 في ساو كارلوس في البرازيل، لاعب كرة قدم برازيلي لعب في مركز الظهير الأيسر.
بدأ مسيرته الكروية مع نادي ساو باولو في عام 1997، ولعب معهم حتى عام 2000، وشارك معهم في 52 مباراة وسجل 3 أهداف، وفي عام 2000 انتقل إلى نادي فالنسيا الإسباني، ولعب معهم حتى عام 2006، وشارك معهم في 96 مباراة وسجل 11 هدف، ومنذ عام 2006 وهو يلعب مع نادي ليفربول الإنجليزي استدعاه دونغا لتشكيلة المنتخب البرازيلي في مواجهة إنجلترا في الدوحة
اصاباته قليله وهو الآن يتعرض لأصابه في الركبة

## روابط خارجية
- فابيو أوريليو على موقع الاتحاد الدولي (مؤرشف)  (الإنجليزية)
- فابيو أوريليو على موقع الاتحاد الأوربي (الإنجليزية)
- فابيو أوريليو على موقع إي إس بي إن إف سي (الإنجليزية)
- فابيو أوريليو على موقع قاعدة بيانات كرة القدم.إي يو (الإنجليزية)
- فابيو أوريليو على موقع ليكيب (الفرنسية)
- فابيو أوريليو على موقع Soccerbase.com (لاعب) (الإنجليزية)
- فابيو أوريليو على موقع عالم كرة القدم.نت (الإنجليزية)
- فابيو أوريليو على موقع أوليمبيديا (الإنجليزية)